# Brigitte Bauma
Brigitte Bauma (* 7. September 1965 in Graz; eigentlich Brigitte Harten, geboren als Brigitte Baumhackl) ist eine österreichische Opernsängerin im Fach jugendlich-dramatischer Sopran.

## Leben
Brigitte Bauma wurde in Graz geboren, wo sie auch aufwuchs. Neben der Schule nahm sie von 1978 bis 1983 Klavier- und Gesangsunterricht am Johann-Joseph-Fux-Konservatorium. Nach ihrer Matura begann sie 1983 ihr Studium an der Universität für Musik und darstellende Kunst Graz. 1988 schloss sie das Studium mit einem Diplom mit Auszeichnung im Fach Gesang/Oper ab. 1989 fand ihre Sponsion zur Magistra artium statt (Thema der schriftlichen Arbeit: Die Figur der Elisabeth in Richard Wagners Tannhäuser und ihre Deutung in Regiekonzepten des 20. Jahrhunderts).
Danach folgte ein Gesangsstudium an der Accademia Ottorino Respighi in Rom. Seit 1999 erhält sie privaten Gesangsunterricht bei Johanna Lotte Fecht.
Brigitte Bauma war von 1990 bis 1992 an den Vereinigten Bühnen Graz. In den folgenden fünf Jahren war sie am Stadttheater Hildesheim. Seit 1997 ist sie am Landestheater Detmold. Im August 2022 wurde ihr der Titel Kammersängerin am Landestheater Detmold verliehen, für langjährige und außerordentliche Verdienste um das Landestheater Detmold. 1991 war sie Mitglied im Chor der Richard-Wagner-Festspiele in Bayreuth.
Hinzu kommen mehrere Gastengagements an anderen Theatern.
Brigitte Bauma wurde mehrfach als Gastsolistin von verschiedenen Bühnen engagiert. Außerdem entstanden von der Produktion „Chlestakows Wiederkehr“ am Landestheater Detmold ein DVD-Mitschnitt sowie eine CD mit Wiener Liedern mit dem Tenor Stan Meus und dem Quartett Salut Salon.
Seit 1999 ist Bauma in der Jury von Jugend musiziert in Deutschland tätig, seit 2003 gehört sie zur Jury des Internationalen Robert Stolz Gesangswettbewerbes in Hamburg.

## Auszeichnungen, Preise
- Mehrmalige erste Preisträgerin bei Jugend musiziert, Österreich
- 1986: Stipendium des Richard Wagner-Verbandes, Graz
- 1988: Gundula-Janowitz-Stipendium
- 1988: Würdigungspreis des Bundesministeriums für Wissenschaft und Forschung, Wien
- 1988: 1. Preis von Jury und Publikum im Internationalen Robert-Stolz-Gesangswettbewerb, Hamburg
- 1989: 3. Preis im Internationalen Wettbewerb „Franz Schubert und Musik des 20. Jahrhunderts“, Graz
- 2001: „Kritikuß des Monats April“ – Kleiner Kulturpreis des Westfalen-Blatts für Verdienste um die Pflege der Theaterkultur in Ostwestfalen-Lippe
- 2012: „Stern der Woche“ der Neuen Westfälischen, der Lippischen Landeszeitung und des Haller Kreisblatts für die Rolle der Kundry im Detmolder Parsifal